# Astarte Horn
Astarte Horn är en bergstopp i Antarktis. Den ligger i Västantarktis. Argentina, Chile och Storbritannien gör anspråk på området. Toppen på Astarte Horn är 551 meter över havet.
Terrängen runt Astarte Horn är kuperad norrut, men söderut är den platt. Trakten är obefolkad. Det finns inga samhällen i närheten.